# Олонецкий зоологический заказник
Олоне́цкий зоологи́ческий зака́зник — государственный природный заказник федерального подчинения в Олонецком районе на юге Республики Карелии, Российская Федерация.
Заказник был организован 20 февраля 1986 года. Площадь заказника — 270 км². Находится на восточном берегу Ладожского озера и прилегает к границе Карелии с Ленинградской областью. Граничит с Нижне-Свирским заповедником, вместе с которым охраняемые территории охватывают 605 км² водно-болотных угодий Свирской губы. С 1979 года функционирует орнитологический стационар Института биологии Карельского научного центра РАН «Маячино», проводятся популяционные исследования и кольцевание птиц.
К основным объектам охраны заказника относятся: орлан-белохвост, скопа, ладожская нерпа. Прочие: лось, бобр европейский, журавль, глухарь, тетерев.
На территории заказника запрещена охота, неорганизованный туризм, рубки главного пользования, сбор грибов и ягод (кроме местного населения).

## История
Олонецкий государственный зоологический заказник республиканского (федерального) подчинения площадью 27 тысяч га учреждён приказом Главного управления охотничьего хозяйства и заповедников при Совете министров РСФСР от 20.02.1986 № 68 без ограничения срока действия на основании предложений, сформулированных в постановлении Совета министров КАССР от 12.11.1985 № 417 о целесообразности создания такого заказника. Заказник был образован в результате реорганизации с некоторым увеличением площади существовавшего здесь ранее Обжанского охотничьего заказника регионального подчинения, учреждённого постановлением Совета министров КАССР от 09.12.1976 № Ш-509 на площади 13 410 га сроком на 10 лет.
Впоследствии распоряжением правительства Российской Федерации от 31.12.2008 № 2055-р Олонецкий заказник передан в ведение Министерства природных ресурсов и экологии Российской Федерации (МПР РФ) с изменением статуса «зоологический» на «природный».

## Цели и задачи
Согласно «Положению о заказнике», утверждённому приказом МПР РФ от 01.09.2009 № 276, он предназначен для «сохранения и восстановления ценных в хозяйственном отношении, а также редких и находящихся под угрозой исчезновения объектов животного мира и среды их обитания». Необходимо учитывать, что в положении задачи заказника обозначены шире и включают охрану путей миграции объектов животного мира, проведение научных исследований, осуществление экологического мониторинга, экологическое просвещение. Кроме того, запрещение в заказнике сплошных рубок леса и проведения гидромелиоративных и ирригационных работ обеспечивает охрану растительного покрова.
Олонецкий заказник выполняет функцию обширной буферной зоны Нижне-Свирского государственного природного заповедника, к которому примыкает с севера и в оперативном управлении которого находится. Заповедник обеспечивает охрану территории заказника, проведение мероприятий по сохранению биологического разнообразия и поддержанию в естественном состоянии природных комплексов и объектов.

## Описание
Территория заказника расположена на Олонецкой низменности и представляет собой пологоволнистую озерно-ледниковую равнину с максимальной высотой 26 м над уровнем моря. Территория очень молодая, освободилась от воды в результате последней регрессии Ладожского озера около 2 тысяч лет назад. Моренные отложения размыты водами приледниковых водоёмов и сохранились в виде валунных мысов, разделяющих обширные песчаные пляжи, и невысоких немногочисленных гряд и холмов в глубине территории, некоторые из них были небольшими островками в период последней трансгрессии Ладожского озера. В прибрежной части основу рельефа составляют древние береговые валы (до 20), вытянутые вдоль современной береговой линии озера.
Заболоченность территории является одной из самых больших в Карелии и превышает 50 %. В границах Олонецкого заказника расположены два болотных памятника природы регионального значения «Восточно-Сегежское болото» и «Болото Ропаки». Гидрографическая сеть помимо болот включает: Сегежское озеро площадью 10 км² (его северную половину; южная половина относится к заповеднику), берущую начало в Сегежском озере небольшую реку Обжанку длиной 26 км, из которых около 16 км река протекает по заказнику, многочисленные ручьи длиной менее 10 км и густую сеть мелиоративных канав. При проведении гидромелиорации на некоторых участках русло ручьёв, а также реки Обжанки в верхнем и среднем течении было спрямлено. Поверхностные воды полигумусные (окрашены в коричневый цвет гуминовыми и фульвокислотами). В заказник также включена акватория Ладожского озера шириной 1 км.

## Флора и фауна
На территории заказника произрастают широколиственные породы деревьев: вяз, липа, ольха чёрная, клён остролистный. Также встречаются мелколиственные породы: берёза, осина, ольха серая. Млекопитающие, обитающие на территории заказника: медведь, волк, рысь, барсук, енотовидная собака, лиса, заяц-беляк, куница, горностай, американская норка, канадский бобр, лось, кабан и др. Гнездящиеся виды птиц заказника: глухарь, рябчик, кряква, вальдшнеп, бекас.

## Растительный покров
Растительный покров на территории заказника изменён практически на всей площади в результате сплошных рубок леса и осушения болот и иных заболоченных земель. Леса рубились на протяжении нескольких столетий. В XVI—XVIII веках здесь существовала Габанова пустынь. После Второй мировой войны возникло поселение лесозаготовителей Васильевский Бор, ликвидированное в 1974 году после исчерпания лесосырьевой базы. Сплошные рубки в достигающих спелости лесах велись вплоть до момента учреждения заказника. Гидромелиорация началась около 100 лет назад, в 1960—1980-х годах почти все оставшиеся нетронутыми болота были осушены, многие водотоки спрямлены. В настоящее время на этом пространстве происходят демутационные процессы — леса подрастают, мелиоративные канавы заплывают с постепенным возвращением на территории естественного гидрологического режима, чему в немалой степени способствуют бобры.
Всего на территории заказника выявлено 444 вида сосудистых растений, в том числе 369 (83,1 % от общего количества) аборигенных и 75 (16,9 %) адвентивных. Список охраняемых видов, выявленных в заказнике, не очень обширен, но достаточно специфичен. Только здесь в Карелии в естественных сообществах произрастает Jovibarba globifera. Ещё одним примечательным видом является Festuca sabulosa, изредка встречающийся на береговых дюнах. На валунных берегах Ладожского озера в двух пунктах отмечена Viola stagnina, снижающая численность по всему ареалу. Ещё один вид Hypopitys monotropa, особенно характерный для сосновых лесов зеленомошной группы типов леса, известен только в одном пункте, но на значительной площади. Редок на территории и Oenanthe aquatica.